# Wallace (Luizjana)
Wallace – jednostka osadnicza w Stanach Zjednoczonych, w stanie Luizjana, w parafii St. John the Baptist.